# فرانسیس فاستر
فرانسیس فاستر (انگلیسی: Frances Foster؛ ‏ ۱۱ ژوئن ۱۹۲۴ – ۱۷ ژوئن ۱۹۹۷) بازیگر اهل ایالات متحده آمریکا بود.
از فیلم‌ها یا برنامه‌های تلویزیونی که وی در آن نقش داشته‌است، می‌توان به سسمی استریت، نظم و قانون، کوجک، جنتلمن برجسته، مالکوم ایکس، کلاکرز، کروکلین، از میان پنجره‌ای باز، هیئت منصفه و استادهای آمریکایی اشاره کرد.